# Alphonse Legros

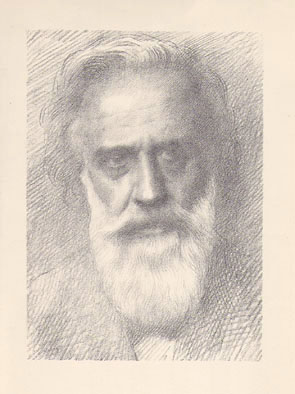
Auto-retrato (1898)

Alphonse Legros (Dijon, 8 de maio de 1837 – Watford, Inglaterra, 8 de dezembro de 1911) foi um pintor e desenhista francês naturalizado inglês. Marcou época na arte do desenho durante a era vitoriana.

## Biografia
Adolescente, freqüentou a Escola de Belas Artes de Dijon e tornou-se aprendiz do mestre Nicolardo, pintor de imagens, para se formar no [comércio] da pintura antes de ir para Paris, em 1851, onde se ocupou de pequenos empregos em casa de artistas e seguiu o curso na Escola de Belas Artes de Paris, onde ligou-se ao pintor dos Estados Unidos James McNeill Whistler e com Auguste Rodin.

## Galeria

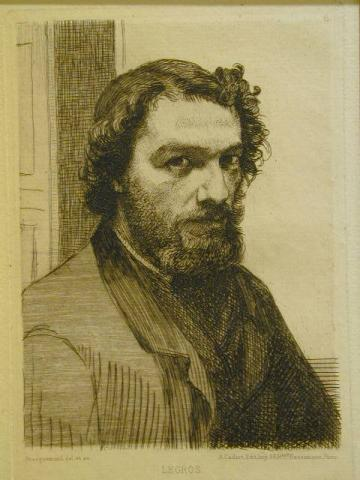
Legros por Félix Bracquemond
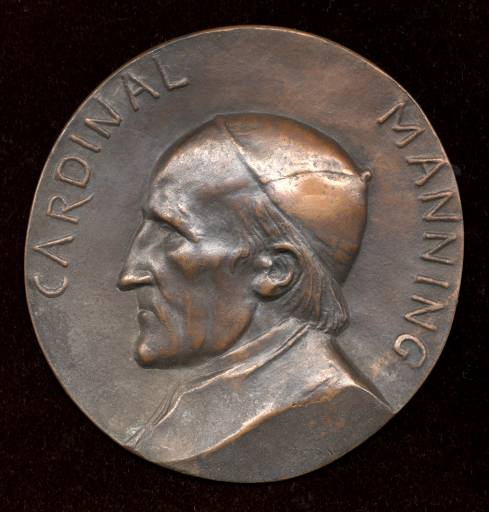
O cardeal Manning
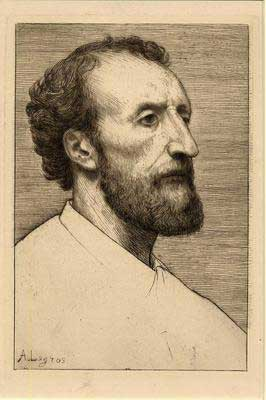
Jules Dalou
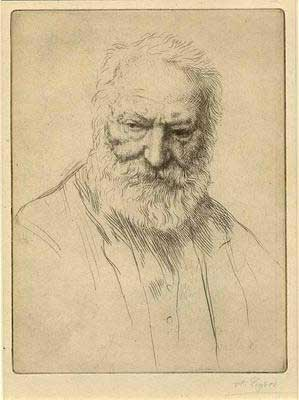
Victor Hugo
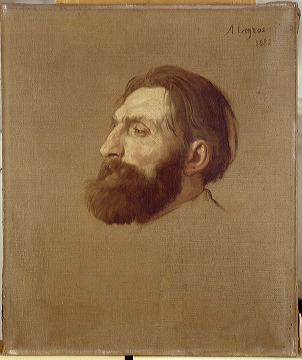
Auguste Rodin
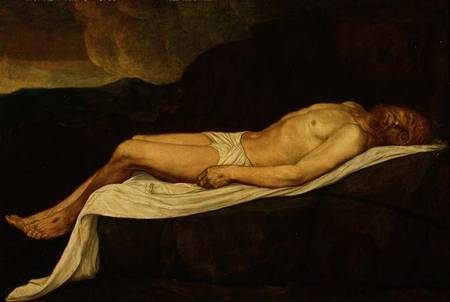
Cristo morto
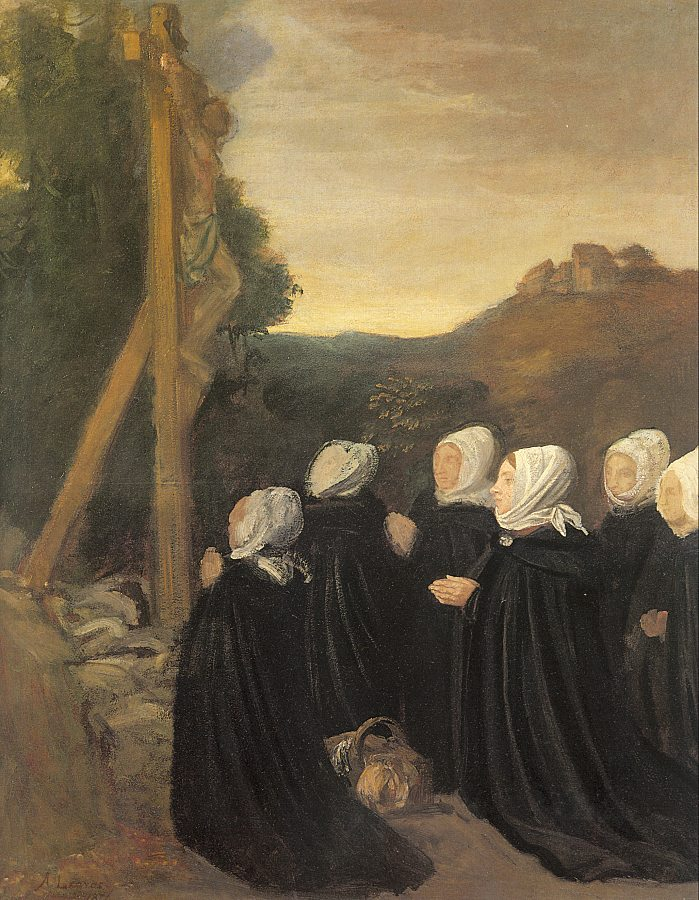
O Calvário
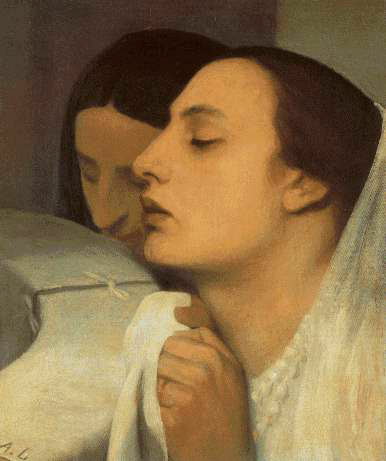
Comunhão
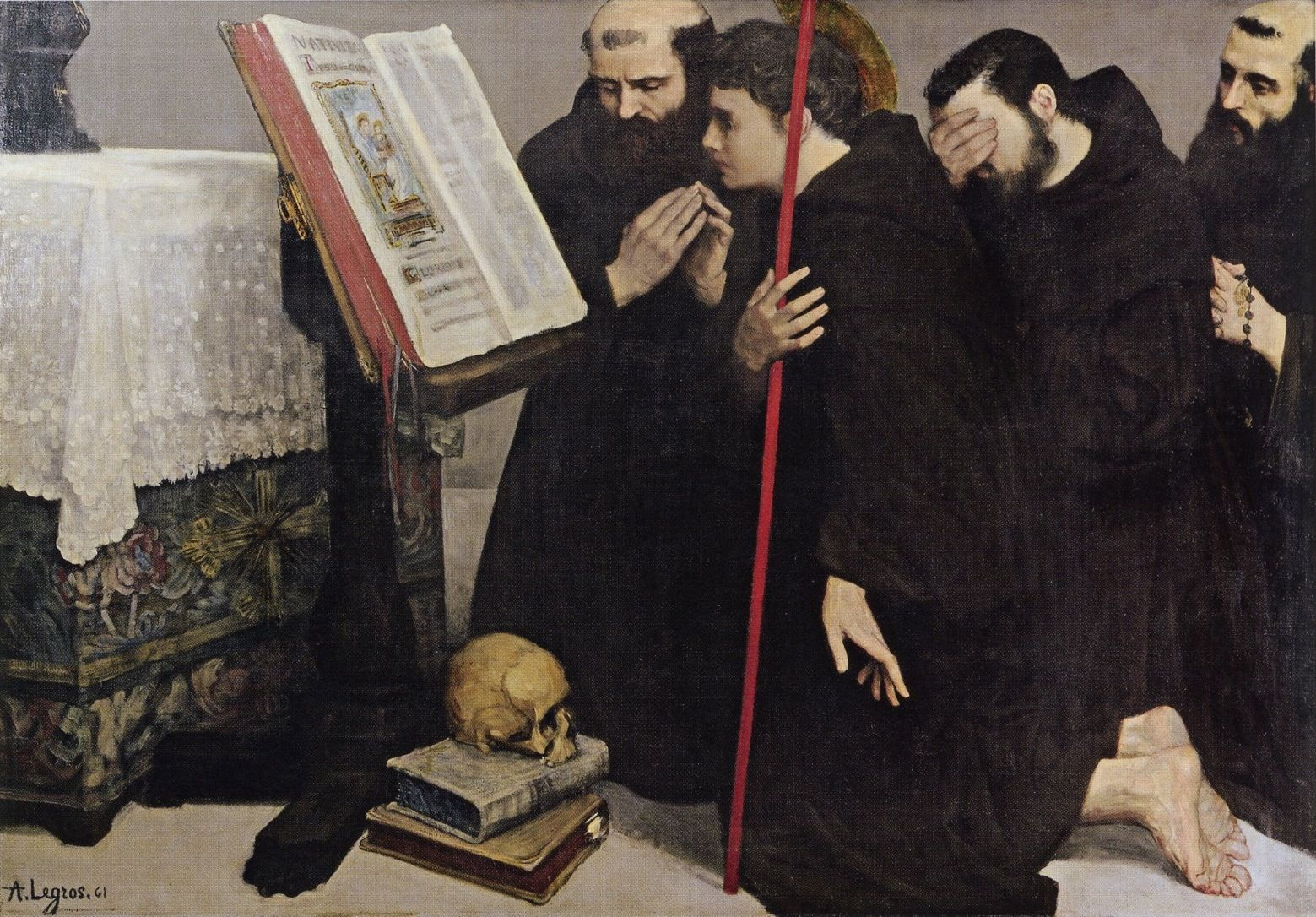
Vocação de S. Francisco de Assis